# جانيس ويبر
جانيس ويبر (بالإنجليزية: Janice Weber)‏ (1950)؛ عازفة بيانو وروائية أمريكية.